# Edgar Davids
Edgar Steven Davids (phát âm tiếng Hà Lan: [ˈɛdɡɑr ˈdaːvɪts] ⓘ; sinh ngày 13 tháng 3 năm 1973 ở Paramaribo, Suriname) là một cựu cầu thủ và là huấn luyện viên bóng đá chuyên nghiệp người Hà Lan gốc Suriname.
Sau khi bắt đầu sự nghiệp của mình với Ajax, giành được một số danh hiệu trong nước và quốc tế, sau đó anh ấy chơi ở Ý cho Milan, và sau đó có một mùa giải thành công với Juventus, trước khi được cho Barcelona mượn vào năm 2004. Anh ấy tiếp tục chơi cho Inter Milan và Tottenham Hotspur trước khi trở lại Ajax. Phải vật lộn với chấn thương trong hai năm, Davids đã trở lại thi đấu bóng đá trong một thời gian ngắn với Crystal Palace trước khi giải nghệ ở tuổi 37. Năm 2012, anh được bổ nhiệm làm huấn luyện viên kiêm cầu thủ tại câu lạc bộ Barnet tại EFL League Two. Anh ấy từ chức theo thỏa thuận chung với tư cách là huấn luyện viên vào tháng 1 năm 2014. Anh ấy đã thi đấu cho đội tuyển Hà Lan 74 trận ở cấp độ quốc tế, ghi được 6 bàn thắng và đại diện cho đất nước của mình tại FIFA World Cup (một lần) và UEFA Euro (ba lần).
Một trong những cầu thủ vĩ đại nhất và dễ nhận biết nhất trong thế hệ của anh ấy, Davids thường nổi bật trên sân bóng nhờ mái tóc xù và chiếc kính bảo vệ mà anh ấy đeo do bệnh tăng nhãn áp. Là một tiền vệ chiến đấu và năng nổ, nhưng sáng tạo và khéo léo, Davids được Louis van Gaal đặt biệt danh là "The Pitbull" vì khả năng đánh dấu, sự xông xáo và tắc bóng. Năm 2004, anh là một trong những cầu thủ được Pelé chọn để góp mặt trong FIFA 100, danh sách những cầu thủ bóng đá còn sống vĩ đại nhất thế giới.

## Đầu đời
Davids sinh ra ở Suriname và là người gốc Afro-Surinamese và một phần là người Do Thái từ bà ngoại của mình. Gia đình chuyển đến Hà Lan khi Davids còn là một đứa trẻ sơ sinh. Em họ Lorenzo của anh cũng là một cầu thủ bóng đá.

## Sự nghiệp

### Ajax
Sau khi bị câu lạc bộ từ chối hai lần trước đó, Davids bắt đầu sự nghiệp của mình ở tuổi 12 với Ajax. Anh có trận ra mắt đội đầu tiên vào ngày 6 tháng 9 năm 1991 trong chiến thắng 5–1 trên sân nhà trước RKC Waalwijk. Anh ấy đã giúp câu lạc bộ Amsterdam giành được ba danh hiệu Eredivisie trong nước, cũng như thành công cấp châu lục với UEFA Cup 1992 và UEFA Champions League 1995. Trong trận chung kết UEFA Champions League năm 1996, anh sút hỏng quả phạt đền đầu tiên của Ajax trong loạt đá luân lưu, trận đấu cuối cùng họ để thua Juventus. Khi ở Ajax, Davids được đặt biệt danh là "The Pitbull" bởi huấn luyện viên Ajax Louis van Gaal do phong cách chơi quyết liệt ở khu vực giữa sân của đội.

### Milan và Juventus

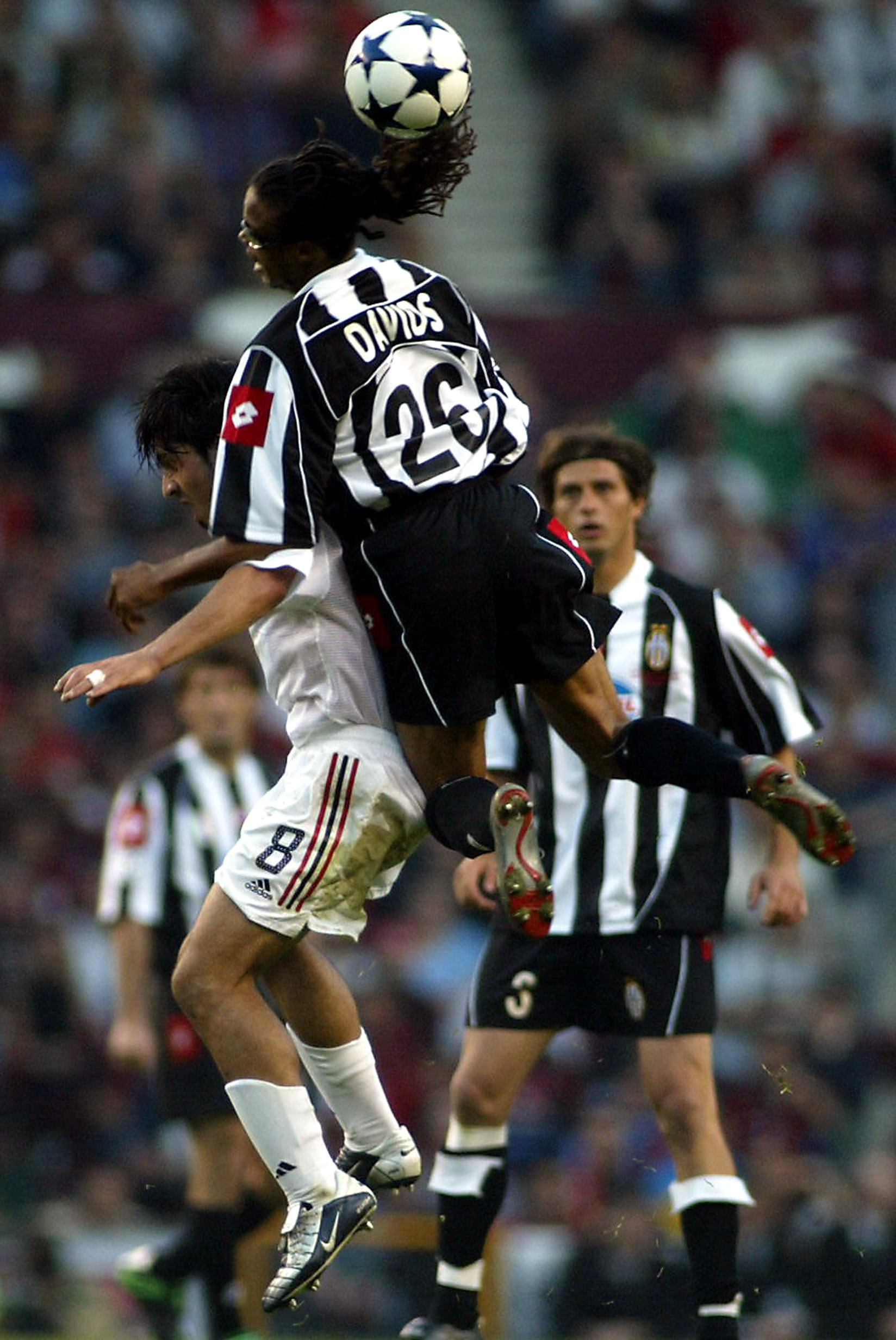
Davids của Juventus đụng độ với Gennaro Gattuso của Milan trong trận chung kết UEFA Champions League vào ngày 28 tháng 5 năm 2003.

Vào đầu mùa giải 1996–97, Davids chuyển đến Ý để chơi cho Milan theo dạng chuyển nhượng tự do cùng với người đồng đội Michael Reiziger, cả hai đều được hưởng lợi sớm từ "Luật Bosman". Trong một mùa giải không thành công khi nhà ĐKVĐ Milan thay đổi huấn luyện viên hai lần và đứng thứ 11 tại Serie A, Davids bị gãy chân trong trận thua 0-0 trước Perugia vào ngày 23 tháng 2 năm 1997. Sau khi không thể phục hồi vị trí của mình ở đội bóng mà anh ấy được phép gia nhập đối thủ Juventus vào tháng 12 năm 1997 với mức phí chuyển nhượng giảm 9 tỷ lire Ý (3 triệu bảng Anh) .
Tại Juventus, anh sớm trở thành thành viên thường trực của đội một ở khu vực giữa sân, thường chơi ở cánh trái hoặc ở trung tâm, như một tiền vệ phòng ngự, tạo thành mối quan hệ đối tác đáng chú ý ở hàng tiền vệ cùng với tiền vệ người Pháp Zinédine Zidane. Sáu năm thành công ở Turin sau đó, với việc Davids giúp đội nhà vô địch Serie A vào các năm 1998, 2002 và 2003, cũng như hai Supercoppa Italiana và UEFA Intertoto Cup. Huấn luyện viên của Juventus, Marcello Lippi từng mô tả anh ấy là "động cơ một người".
Davids thường là người truyền cảm hứng ở châu Âu, chơi 15 lần khi câu lạc bộ lọt vào trận chung kết Champions League 2002–03 trước khi thua Milan trên chấm phạt đền. Trước đó, anh cũng đã lọt vào trận chung kết Champions League với Juventus vào năm 1998, sau đó là vào bán kết mùa giải 1998–99, cũng như lọt vào Chung kết Coppa Italia 2002.

#### Barcelona (cho mượn)
Davids gia nhập Barcelona theo dạng cho mượn vào tháng 1 năm 2004 từ Juventus. Tham gia vào giữa mùa giải mà câu lạc bộ đang gặp khó khăn ở khu vực giữa bảng và huấn luyện viên mới được bổ nhiệm Frank Rijkaard chịu áp lực đáng kể, Davids đã dẫn dắt Barça hồi sinh phong độ thành công, qua đó xếp thứ hai sau Valencia ở La Liga. Sự xuất hiện của Davids được coi là chất xúc tác cho sự thống trị của câu lạc bộ Catalan đối với bóng đá Tây Ban Nha và châu Âu trong suốt từ giữa đến cuối những năm 2000 (thập kỷ), khi Barcelona vô địch La Liga mùa giải tiếp theo (sau 5 năm không vô địch giải đấu tiêu đề) và một cú đúp La Liga và Champions League 2005–06.

### Inter Milan và Tottenham Hotspur
Vào mùa hè năm 2004, Davids vĩnh viễn chuyển đến câu lạc bộ Ý Inter Milan theo bản hợp đồng có thời hạn 3 năm. Khi Inter chấm dứt những năm còn lại của hợp đồng vào tháng 8 năm 2005, anh chuyển đến Anh theo dạng chuyển nhượng tự do để chơi cho Tottenham Hotspur. Anh ấy đã có một kỳ nghỉ thành công tại Tottenham và ngay lập tức trở thành một cầu thủ được yêu thích nhất. Bàn thắng đầu tiên và duy nhất của anh là trong chiến thắng 2-1 trên sân khách trước Wigan Athletic. Davids chơi cho Spurs trong các mùa giải 2005–06 và 2006–07, với câu lạc bộ đứng thứ năm trong cả hai mùa giải.

### Trở lại Ajax

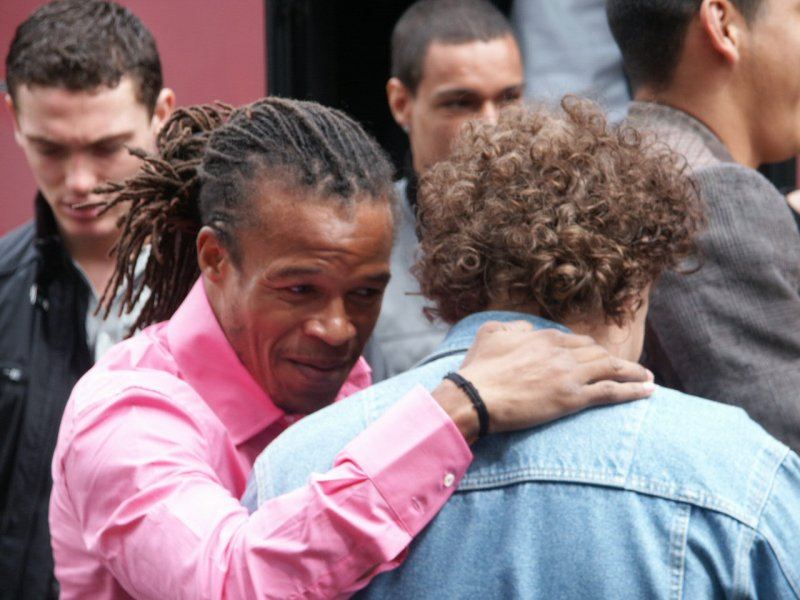
Davids ôm quản lý đội Ajax, David Endt trong thời gian thứ hai của anh ấy ở Ajax, với Thomas Vermaelen và Gregory van der Wiel phía sau.

Davids ký hợp đồng một lần nữa cho Ajax vào ngày 28 tháng 1 năm 2007  và chơi trận đầu tiên với đối thủ câu lạc bộ Feyenoord vào ngày 4 tháng 2. Sau khi chuyển đổi giữa mùa giải, Davids đã chứng minh giá trị của mình một lần nữa cho đội Ajax. Anh ấy là một trong những tiền vệ quan trọng trong hành trình giành chức vô địch Hà Lan, đã để thua một bàn duy nhất trước PSV ở ngày cuối cùng của giải đấu. Anh ấy cũng đóng một vai trò quan trọng trong chiến dịch cúp của Ajax. Anh ấy đã bảo đảm KNVB Cup cho Ajax bằng cách ghi bàn thắng cuối cùng trong loạt sút luân lưu đầy gay cấn trước AZ. Trước khi bắt đầu mùa giải 2007–08, Davids bị gãy chân trong trận giao hữu trước mùa giải với Go Ahead Eagles, anh phải ngồi ngoài khoảng ba tháng. Vào tháng 5 năm 2008, Davids cho biết anh sẽ rời Ajax khi hợp đồng của anh hết hạn vào ngày 30 tháng 6.
Davids thi đấu với LA Galaxy vào ngày 6 tháng 12 năm 2008 trong một trận đấu triển lãm được tổ chức tại Sân vận động Mount Smart ở Auckland, New Zealand, như một phần của đội Oceania XI All-Star, mặc dù thực tế anh ấy không đến từ Châu Đại Dương và chưa bao giờ chơi cho một Câu lạc bộ hoặc đội tuyển quốc gia châu Đại Dương. Davids đang đàm phán hợp đồng với câu lạc bộ vô địch Anh Leicester City từ ngày 22 tháng 10 năm 2009, tuy nhiên anh đã không đưa ra quyết định trong hơn một tuần và câu lạc bộ đã rút lại lời đề nghị vào ngày 30 tháng 10.

### Crystal Palace
Vào ngày 20 tháng 8 năm 2010, Davids đã đồng ý một thỏa thuận trả lương với câu lạc bộ EFL Championship Crystal Palace. Anh có trận ra mắt vào ngày 24 tháng 8 năm 2010 ở vị trí hậu vệ trái trong trận đấu thuộc vòng 2 Cúp Liên đoàn gặp Portsmouth. Vào ngày 8 tháng 11 năm 2010, anh tuyên bố rời câu lạc bộ, nói rằng đó là "một trong những trải nghiệm tuyệt vời nhất trong cuộc đời tôi".

## Sự nghiệp quốc tế

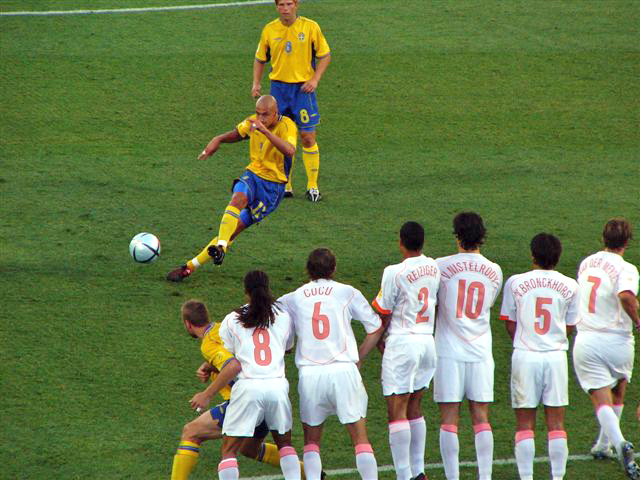
Davids (mặc áo số 8) đứng hàng rào, đối mặt với quả đá phạt trong trận gặp Thụy Điển tại Euro 2004.

Davids có trận ra mắt đội tuyển bóng đá quốc gia Hà Lan vào ngày 20 tháng 4 năm 1994 tại Tilburg, trong trận thua 0-1 trước Cộng hòa Ireland. Anh nhanh chóng trở thành một phần không thể thiếu của đội trong thập kỷ tiếp theo, mặc dù không giành được bất kỳ giải đấu lớn nào cho Oranje.
Tại UEFA Euro 1996, anh ấy đã bị huấn luyện viên Guus Hiddink đuổi về nhà vì đã nói trong một cuộc phỏng vấn trên đài phát thanh, "Hiddink nên ngừng đâm đầu vào mông một số cầu thủ."
Tuy nhiên, Davids vẫn được đánh giá cao bởi Hiddink, người đã đưa anh vào đội hình Hà Lan tham dự FIFA World Cup 1998 tại Pháp. Màn trình diễn đáng chú ý nhất của Davids cho đội tuyển quốc gia đến trong trận đấu vòng hai với CHLB Nam Tư. Anh ấy đã ghi bàn thắng quyết định ở phút cuối cùng của trận đấu và đảm bảo cho đội Hà Lan đi tiếp vào vòng trong khi gặp Argentina. Hà Lan cuối cùng đứng thứ 4 chung cuộc và Davids được vinh danh vào danh sách "Đội hình của giải đấu" chính thức của FIFA .
Năm 1999, Davids bắt đầu đeo kính bảo vệ sau khi phẫu thuật mắt phải do bệnh tăng nhãn áp gây ra, phát triển vào năm 1995 sau chấn thương mắt. Davids lần đầu tiên đeo kính vào ngày 4 tháng 9 năm 1999 trong một trận giao hữu với Bỉ. Vào ngày 17 tháng 5 năm 2001, Davids bị FIFA đình chỉ thi đấu khi có kết quả xét nghiệm dương tính với chất steroid đồng hóa bị cấm, nandrolone.
Davids chơi ở Euro 2000, nơi Hà Lan lọt vào bán kết trước khi thua Ý qua loạt sút luân lưu. Davids một lần nữa được nêu tên tên là một phần của "Đội hình của Giải đấu".
Trong các trận đấu vòng loại Euro 2004 của Hà Lan, Davids đã ghi bàn thắng đầu tiên của Hà Lan ở vòng loại trong chiến thắng 3–0 mở màn trước Belarus, và sau đó chơi ở năm trong bảy trận đấu còn lại của Bảng 3 và cả hai trận play-off thắng Scotland.
Sau Euro 2004, tân huấn luyện viên đội tuyển quốc gia Marco van Basten đã bổ nhiệm Davids làm đội trưởng của đội. Tuy nhiên, việc không có suất đá chính ở câu lạc bộ của anh ấy, Inter đồng nghĩa với việc Davids đánh mất vị trí của mình trong đội tuyển quốc gia vào tháng 10 năm 2004, do đó mất băng đội trưởng trong quá trình này, sau đó được trao cho thủ môn Edwin van der Sar. Vào tháng 10 năm 2005, trong giai đoạn sau của vòng loại World Cup 2006, Davids được triệu tập vào đội tuyển quốc gia, mặc dù không phải là đội trưởng. Anh ấy lại rơi ra khỏi hình ảnh một lần nữa ngay sau đó, do đó vắng mặt trong đội hình Hà Lan tham dự World Cup.

## Phong cách thi đấu
Một cầu thủ nhanh nhẹn, làm việc chăm chỉ, ngoan cường, có năng khiếu về sức mạnh và tốc độ, cũng như thể lực và sức chịu đựng đặc biệt mặc dù tầm vóc nhỏ bé của anh ta. Davids nổi tiếng với lối chơi năng động và giàu tính chiến đấu, kèm chặt đối phương và khả năng phá bóng đối thủ ở vị trí tiền vệ phòng ngự. Ngoài khả năng đoạt bóng, cũng như các thuộc tính thể chất và thể thao của mình, Davids còn là một cầu thủ tài năng và sáng tạo, người nổi tiếng với kỹ thuật, nhãn quan, khả năng tăng tốc, khống chế áp sát, nhanh chân và kỹ năng giật bóng; khả năng kỹ thuật và sức mạnh của anh ấy trong bóng đá đường phốvà với tư cách là một vận động viên bóng đá tự do đã mang lại cho anh ta biệt danh "Thị trưởng của đường phố" khi còn trẻ. Davids cũng là một tiền đạo cầm bóng mạnh mẽ, đồng thời là một người chuyền và tạt bóng chính xác bằng chân trái tuyệt vời, giúp anh tạo cơ hội cho đồng đội sau khi giành lại quyền sở hữu. Trí thông minh chiến thuật, nhận thức và khả năng đọc trận đấu của anh ấy, kết hợp với tốc độ, năng lượng, tắc bóng, tầm nhìn và lừa bóng, cho phép anh ta bắt đầu phản công sau khi giành lại quyền sở hữu và cũng cho phép anh ta mang bóng về phía trước, thực hiện các đợt tấn công, và đóng góp vào lối chơi tấn công của đội bằng cách liên kết hàng phòng ngự và hàng công một cách hiệu quả. Do đó, sự linh hoạt và nhiều kỹ năng của anh ấy đã giúp anh ấy có thể được triển khai ở một số vị trí tiền vệ khác trong suốt sự nghiệp của mình; anh ấy có khả năng chơi như một tiền vệ trái, hoặc một tiền vệ trung tâm hoặc box-to-box, hoặc thậm chí là một hậu vệ trái , và thời trẻ, anh ấy cũng được sử dụng như một tiền vệ tấn công, hoặc một tiền đạo thứ hai. Được coi là một trong những tiền vệ vĩ đại nhất trong thế hệ của anh ấy, mặc dù anh ấy nhận được sự đánh giá cao về khả năng chơi bóng và khả năng lãnh đạo của mình như một cầu thủ bóng đá, Davids cũng nổi tiếng vì tính cách mạnh mẽ, nóng nảy và thẳng thắn của anh ấy. thường khiến anh ta dính líu đến các cuộc xung đột với những người quản lý của mình; anh ấy cũng phải vật lộn với những chấn thương trong suốt sự nghiệp của mình. Do phong cách chơi mạnh mẽ và lì lợm, Davids đã nhận được một số biệt danh trong suốt sự nghiệp của mình, chẳng hạn như "The Piranha", "Tubarão" (The Shark), và đáng chú ý nhất là "The Pitbull".

## Phương tiện truyền thông
Davids đã xuất hiện trong các quảng cáo cho hãng đồ thể thao của Mỹ Nike. Năm 1996, anh đóng vai chính trong một quảng cáo của Nike có tựa đề "Good vs Evil" trong một trò chơi đấu sĩ lấy bối cảnh tại một đấu trường La Mã. Xuất hiện cùng với các cầu thủ bóng đá từ khắp nơi trên thế giới, bao gồm Ronaldo, Paolo Maldini, Eric Cantona, Patrick Kluivert và Jorge Campos, họ bảo vệ "trận đấu đẹp" trước một đội chiến binh ma quỷ, trước khi lên đến đỉnh điểm với việc Cantona đi bóng và tiêu diệt cái ác.
Trong một chiến dịch quảng cáo toàn cầu của Nike trước thềm World Cup 2002 ở Hàn Quốc và Nhật Bản, Davids đã đóng vai chính trong một quảng cáo "Secret Tournament" (được Nike đặt tên là "Scorpion KO") do Terry Gilliam đạo diễn, xuất hiện cùng với các cầu thủ bóng đá như như Thierry Henry, Ronaldinho, Francesco Totti, Luís Figo và ngôi sao Nhật Bản Hidetoshi Nakata, cùng cựu danh thủ Eric Cantona là "trọng tài" của giải đấu.
Davids xuất hiện trong loạt trò chơi điện tử FIFA của EA Sports, và được chọn xuất hiện trên trang bìa của FIFA Football 2003 cùng với cầu thủ chạy cánh Ryan Giggs của Manchester United và tuyển thủ Brasil Roberto Carlos. Trò chơi trực tuyến Liên minh Huyền thoại của Riot Games đã sử dụng hình ảnh của Davids cho một trang phục nhân vật có tên Striker Lucian mà không được phép. Davids đã kiện và tòa án Hà Lan đã ra phán quyết rằng Riot Games phải bồi thường cho Davids một phần trăm thu nhập từ skin của họ.

## Sự nghiệp huấn luyện

### Ajax
Vào tháng 6 năm 2011, Davids được bầu vào ban giám sát mới của Ajax cùng với Johan Cruyff.

### Barnet

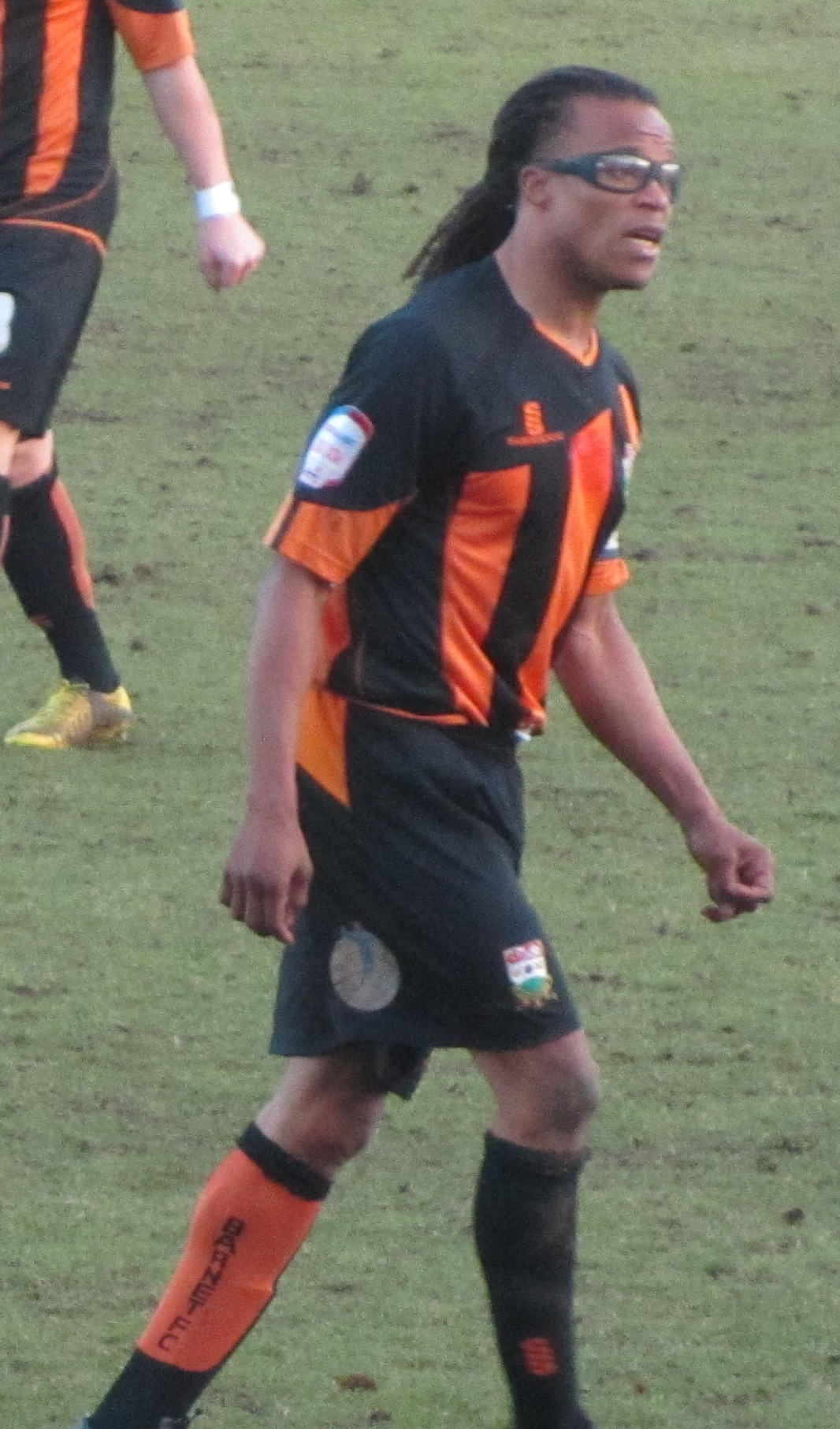
Davids chơi cho Barnet năm 2013.

Kể từ năm 2010, Davids đã sống ở Bắc London cùng với đối tác của mình và đã tham gia vào bóng đá đường phố cũng như quản lý đội bóng nghiệp dư của giải đấu chủ nhật Brixton United. Vào ngày 11 tháng 10 năm 2012, Davids gia nhập câu lạc bộ League Two Barnet trong vai trò cầu thủ kiêm quản lý, cùng với Mark Robson. Ngày hôm sau, trong trận ra mắt quản lý của mình, Barnet đã thua 4–1 tại Underhill trước Plymouth Argyle , với việc Davids bị loại khỏi đội. Tiếp theo họ giành chiến thắng 4–0 trên sân nhà trước Northampton Townnơi Davids đã chơi trọn vẹn trận đấu, là đội trưởng của đội và được bầu chọn là Cầu thủ xuất sắc nhất trận đấu. Vào tháng 11, anh bắt đầu đấu với Morecambe, Barnet thua 4–1. Gần cuối tháng 12 năm 2012, sau sự ra đi của Robson, Davids tự mình điều hành câu lạc bộ.  Davids ghi bàn thắng đầu tiên cho Barnet vào tháng 2 năm 2013 trong chiến thắng 2–0 trên sân nhà trước Southend United.
Vào tháng 3 năm 2013, trên hành trình trở về sau thất bại trước Accrington Stanley, Davids đã cử huấn luyện viên đội Barnet quay lại đón 36 cổ động viên mà huấn luyện viên của họ đã bị hỏng trên đường cao tốc và đưa họ đến trạm dịch vụ tiếp theo.
Mặc dù ban đầu dẫn dắt Barnet rời khỏi League Two, và đưa họ ra khỏi khu vực xuống hạng, nhưng Barnet lại tụt xuống nhóm cuối bảng vào ngày cuối cùng của mùa giải 2012–13, sau thất bại trước Northampton Town , và bị xuống hạng. Liên đoàn bóng đá với chi phí của AFC Wimbledon , những người đã có thể thoát khỏi bằng cách đánh bại Fleetwood Town . Vào ngày 21 tháng 5 năm 2013, có thông báo rằng Davids sẽ tiếp tục phụ trách Barnet cho mùa giải Conference Premier 2013–14 của câu lạc bộ. Vào tháng 7 năm 2013, Davids thông báo quyết định mặc áo số 1 cho mùa giải 2013–14, số áo mà các thủ môn thường mặ., cho rằng anh có ý định "tạo trào lưu" các tiền vệ mang áo số 1.
Kỷ luật là một vấn đề lớn của Davids trong mùa giải 2013–14. Anh ấy đã được đặt ở mỗi trong số tám trận đấu đầu tiên mà anh ấy chơi, và bị đuổi khỏi sân trong ba trận trong số đó. Cũng có tranh cãi khi nổi lên rằng anh ta sẽ không tham dự các trận đấu sân khách đòi hỏi phải ở lại qua đêm, để trợ lý giám đốc Ulrich Landvreugd phụ trách. Vào tháng 12 năm 2013, Davids cân nhắc từ giã sự nghiệp bóng đá sau khi bị đuổi khỏi sân lần thứ ba trong mùa giải trong trận thua 2-1 của Barnet trước Salisbury City.
Davids từ chức quản lý vào ngày 18 tháng 1 năm 2014.
Vào tháng 6 năm 2014, Greenwich Borough của Liên đoàn bóng đá các quận phía Đông thông báo họ đang "đàm phán nâng cao" với Davids, với chủ tịch Perry Skinner tuyên bố rằng ông "chắc chắn 70% sẽ tham gia". Tháng sau, câu lạc bộ đã thông báo rằng nỗ lực ký hợp đồng với Davids đã không thành công.

### Telstar
Năm 2020, Davids được bổ nhiệm làm trợ lý huấn luyện viên của câu lạc bộ Telstar của Hà Lan chơi tại Eerste Divisie.

### Olhanense
Vào ngày 4 tháng 1 năm 2021, Davids được công bố là huấn luyện viên trưởng của đội tuyển Bồ Đào Nha, SC Olhanense. Anh bị sa thải vào ngày 19 tháng 7 năm 2021.

## Đời tư
Davids đã đính hôn với nhà thiết kế thời trang Olcay Gulsen. Năm 1999, Davids bắt đầu thương hiệu Street Soccer của riêng mình có tên là Monta Street.
Davids đã thắng trong vụ kiện lên tòa án Hà Lan chống lại nhà phát triển Liên minh Huyền thoại Riot Games vì đã sử dụng hình ảnh của anh ấy trong một trang phục theo chủ đề bóng đá trong hiệp hội trong trò chơi cho tướng Lucian mà không được sự cho phép của anh ấy.

## Thống kê sự nghiệp

### Câu lạc bộ
| Câu lạc bộ          | Mùa giải            | Giải vô địch        | Giải vô địch | Giải vô địch | Cúp quốc gia | Cúp quốc gia | Cúp liên đoàn | Cúp liên đoàn | Châu lục | Châu lục | Khác | Khác | Tổng cộng | Tổng cộng |
| Câu lạc bộ          | Mùa giải            | Hạng đấu            | Trận         | Bàn          | Trận         | Bàn          | Trận          | Bàn           | Trận     | Bàn      | Trận | Bàn  | Trận      | Bàn       |
| ------------------- | ------------------- | ------------------- | ------------ | ------------ | ------------ | ------------ | ------------- | ------------- | -------- | -------- | ---- | ---- | --------- | --------- |
| Ajax                | 1991–92             | Eredivisie          | 13           | 2            | –            | –            | –             | –             | 3        | 0        | –    | –    | 16        | 2         |
| Ajax                | 1992–93             | Eredivisie          | 28           | 4            | 5            | 5            | –             | –             | 8        | 3        | –    | –    | 41        | 12        |
| Ajax                | 1993–94             | Eredivisie          | 15           | 2            | 1            | 0            | –             | –             | 5        | 2        | –    | –    | 21        | 4         |
| Ajax                | 1994–95             | Eredivisie          | 22           | 5            | 2            | 0            | –             | –             | 7        | 0        | –    | –    | 31        | 5         |
| Ajax                | 1995–96             | Eredivisie          | 28           | 7            | 6            | 0            | –             | –             | 11       | 1        | –    | –    | 45        | 8         |
| Ajax                | Tổng cộng           | Tổng cộng           | 106          | 20           | 14           | 5            | 0             | 0             | 34       | 6        | 0    | 0    | 154       | 31        |
| Milan               | 1996–97             | Serie A             | 15           | 0            | –            | –            | –             | –             | 4        | 1        | –    | –    | 19        | 1         |
| Milan               | 1997–98             | Serie A             | 4            | 0            | 6            | 1            | –             | –             | –        | –        | –    | –    | 10        | 1         |
| Milan               | Tổng cộng           | Tổng cộng           | 19           | 0            | 6            | 1            | 0             | 0             | 4        | 1        | 0    | 0    | 29        | 2         |
| Juventus            | 1997–98             | Serie A             | 20           | 1            | 9            | 1            | –             | –             | 5        | 0        | –    | –    | 34        | 2         |
| Juventus            | 1998–99             | Serie A             | 27           | 2            | 6            | 1            | –             | –             | 9        | 0        | –    | –    | 42        | 3         |
| Juventus            | 1999–2000           | Serie A             | 27           | 1            | 11           | 2            | –             | –             | 4        | 0        | –    | –    | 42        | 3         |
| Juventus            | 2000–01             | Serie A             | 26           | 1            | 4            | 0            | –             | –             | 5        | 0        | –    | –    | 35        | 1         |
| Juventus            | 2001–02             | Serie A             | 28           | 2            | 2            | 0            | –             | –             | 9        | 0        | –    | –    | 39        | 2         |
| Juventus            | 2002–03             | Serie A             | 26           | 1            | –            | –            | –             | –             | 15       | 1        | –    | –    | 41        | 2         |
| Juventus            | 2003–04             | Serie A             | 5            | 0            | –            | –            | –             | –             | 5        | 0        | –    | –    | 10        | 0         |
| Juventus            | Tổng cộng           | Tổng cộng           | 159          | 8            | 32           | 4            | 0             | 0             | 52       | 1        | 0    | 0    | 243       | 13        |
| Barcelona           | 2003–04             | La Liga             | 18           | 1            | –            | –            | –             | –             | –        | –        | –    | –    | 18        | 1         |
| Inter Milan         | 2004–05             | Serie A             | 14           | 0            | 4            | 0            | –             | –             | 5        | 0        | –    | –    | 23        | 0         |
| Tottenham Hotspur   | 2005–06             | Premier League      | 31           | 1            | –            | –            | –             | –             | –        | –        | –    | –    | 31        | 1         |
| Tottenham Hotspur   | 2006–07             | Premier League      | 9            | 0            | –            | –            | 3             | 0             | 1        | 0        | –    | –    | 13        | 0         |
| Tottenham Hotspur   | Tổng cộng           | Tổng cộng           | 40           | 1            | 0            | 0            | 3             | 0             | 1        | 0        | 0    | 0    | 44        | 1         |
| Ajax                | 2006–07             | Eredivisie          | 11           | 1            | 3            | 0            | –             | –             | –        | –        | 3    | 0    | 17        | 1         |
| Ajax                | 2007–08             | Eredivisie          | 14           | 0            | –            | –            | –             | –             | –        | –        | 3    | 0    | 17        | 0         |
| Ajax                | Tổng cộng           | Tổng cộng           | 25           | 1            | 3            | 0            | 0             | 0             | 0        | 0        | 6    | 0    | 34        | 1         |
| Crystal Palace      | 2010–11             | Championship        | 6            | 0            | –            | –            | 1             | 0             | –        | –        | –    | –    | 7         | 0         |
| Barnet              | 2012–13             | League Two          | 28           | 1            | 1            | 0            | 0             | 0             | –        | –        | –    | –    | 29        | 1         |
| Barnet              | 2013–14             | Conference Premier  | 8            | 0            | 1            | 0            | 0             | 0             | –        | –        | –    | –    | 9         | 0         |
| Barnet              | Tổng cộng           | Tổng cộng           | 36           | 1            | 2            | 0            | 0             | 0             | 0        | 0        | 0    | 0    | 38        | 1         |
| Tổng cộng sự nghiệp | Tổng cộng sự nghiệp | Tổng cộng sự nghiệp | 423          | 32           | 61           | 10           | 4             | 0             | 96       | 8        | 6    | 0    | 590       | 50        |

### Quốc tế
| Đội tuyển quốc gia | Năm       | Trận | bàn |
| ------------------ | --------- | ---- | --- |
| Hà Lan             | 1994      | 1    | 0   |
| Hà Lan             | 1995      | 4    | 0   |
| Hà Lan             | 1996      | 4    | 0   |
| Hà Lan             | 1997      | 0    | 0   |
| Hà Lan             | 1998      | 11   | 1   |
| Hà Lan             | 1999      | 6    | 3   |
| Hà Lan             | 2000      | 12   | 0   |
| Hà Lan             | 2001      | 6    | 0   |
| Hà Lan             | 2002      | 6    | 2   |
| Hà Lan             | 2003      | 9    | 0   |
| Hà Lan             | 2004      | 14   | 0   |
| Hà Lan             | 2005      | 1    | 0   |
| Tổng cộng          | Tổng cộng | 74   | 6   |

Tỷ số và kết quả liệt kê bàn thắng của Hà Lan được kiểm tra đầu tiên, cột điểm cho biết điểm số sau mỗi bàn thắng của Davids.
| # | Ngày                | Địa điểm                                | Đối thủ     | Bàn thắng | Kết quả | Giải đấu                 |
| - | ------------------- | --------------------------------------- | ----------- | --------- | ------- | ------------------------ |
| 1 | 29 tháng 6 năm 1998 | Sân vận động Thành phố, Toulouse, Pháp  | CHLB Nam Tư | 2–1       | 2–1     | FIFA World Cup 1998      |
| 2 | 31 tháng 3 năm 1999 | Amsterdam Arena, Amsterdam, Hà Lan      | Argentina   | 1–0       | 1–1     | Giao hữu                 |
| 3 | 4 tháng 9 năm 1999  | De Kuip, Rotterdam, Hà Lan              | Bỉ          | 1–2       | 5–5     | Giao hữu                 |
| 4 | 4 tháng 9 năm 1999  | De Kuip, Rotterdam, Hà Lan              | Bỉ          | 2–2       | 5–5     | Giao hữu                 |
| 5 | 21 tháng 8 năm 2002 | Sân vận động Ullevaal, Oslo, Na Uy      | Na Uy       | 1–0       | 1–0     | Giao hữu                 |
| 6 | 7 tháng 9 năm 2002  | Sân vận động Philips, Eindhoven, Hà Lan | Belarus     | 1–0       | 3–0     | Vòng loại UEFA Euro 2004 |

## Thống kê huấn luyện
Tính đến 8 tháng 5 năm 2021
| Barnet    | 11 tháng 10 năm 2012 | 18 tháng 1 năm 2014\| style="text-align:center" \|68 | 25 | 18 | 25 | 036,8 | 25     | 18 | 25 | 036,8 |        |
| Olhanense | 4 tháng 1 năm 2021   | 19 tháng 7 năm 2021\| style="text-align:center" \|18 | 8  | 5  | 5  | 044,4 | 8      | 5  | 5  | 044,4 |        |
| Tổng cộng | Tổng cộng            | Tổng cộng                                            | 86 | 33 | 23 | 30    | 038,37 | 33 | 23 | 30    | 038,37 |

## Danh hiệu

### Câu lạc bộ

#### Ajax
- Eredivisie: 1993–94, 1994–95, 1995–96
- KNVB Cup: 1992–93, 2006–07
- Johan Cruyff Shield: 1995
- UEFA Champions League: 1994–95
- UEFA Cup: 1991–92
- UEFA Super Cup: 1995
- Intercontinental Cup: 1995

#### Juventus
- Serie A: 1997–98 , 2001–02 , 2002–03
- Supercoppa Italiana: 2002 , 2003

#### Inter Milan
- Coppa Italia: 2004–05

### Quốc tế
- Hạng tư FIFA World Cup 1998

### Cá nhân
- Đội hình của Giải đấu UEFA Euro: 2000
- Đội hình All-Star của FIFA World Cup: 1998
- FIFA 100